# Fontaine de la Trinité
Ne doit pas être confondu avec Fontaine de la Trinité-Bezver.
La Fontaine située sur la place de la Trinité à Toulouse est une œuvre d'Urbain Vitry représentant les Trois Grâces.

## Histoire
La fontaine ornementale est érigée en 1827 sur les plans de l'architecte Urbain Vitry, à la suite d'un concours organisé par la ville. L'ingénieur qui a conçu l'aménagement de hydraulique à partir de la Garonne est Jean Abadie. Les sculptures sont de Louis-Alexandre Romagnesi. Elle est inscrite monument historique depuis 1946.

## Architecture
Des statues représentant des sirènes ailées en bronze reposent sur un pilier central au milieu de la vasque en marbre dont l'accès se fait par trois marches circulaires.
La fontaine dite « Fontaine Desprès » de la place Bardou-Job à Perpignan suit un modèle identique, elle a été inaugurée le 30 octobre 1831.